# .mf
.mf je buduća vrhovna internetska domena (country code top-level domain - ccTLD) za Sveti Martin.
Uvođenje domene na dnevnom je redu od odluke od 21. rujna 2007. Agencije za ISO 3166 kojom se kratica MF alocira kao ISO 3166-1 alpha-2 kod za Sveti Martin. Ova odluka uslijedila je nakon što je Sveti Martin postao francuski Collectivités d'outre-mer odlukom koja je stupila na snagu 15. srpnja 2007.
Trenutačno Sveti Martin koristi ccTLD Guadeloupea, .gp, i Francuske, .fr.

## Vanjske poveznice
- IANA .mf whois informacija  Arhivirana inačica izvorne stranice od 20. listopada 2007. (Wayback Machine)